# Giovanni Francesco Bordini
Giovanni Francesco Bordini (Roma, 1536 circa – Avignone, gennaio 1609) è stato un arcivescovo cattolico italiano.

## Biografia
Conseguito il dottorato in diritto, nel maggio 1558 incontrò Filippo Neri del quale divenne penitente e adepto e che lo fece entrare nella cerchia interna della confraternita laica degli oratoriani. Egli integrò la comunità di San Giovanni dei Fiorentini, nocciolo della futura congregazione e fu ordinato prete nel 1564. Bordini aveva gusto e talento per la letteratura e le scienze ecclesiastiche. Da Milano l'arcivescovo Carlo Borromeo chiese a Filippo Neri, con una lettera del 13 ottobre 1569, di assegnargli la prebenda di teologo della sua cattedrale, ciò che lo portò a diventare l'agente dell'arcivescovo presso la Curia romana.
Bordoni partecipò alla lunga elaborazione della costituzione destinata a reggere la Confederazione dell'oratorio, redigendone nel 1583 un primo progetto in lingua latina.
Nel maggio 1584 fu uno dei deputati eletti per il suo governo insieme a Filippo Neri.
Ma benché quest'ultimo gli riconoscesse "molte belle virtù", lo escluse dalla sua successione con un documento del gennaio 1586 designando Francesco Maria Tarugi. Il fine conoscitore di anime, giudicava duramente gli uomini troppo abili. Gli rimproverava "molti modi di fare arbitrari e irrispettosi". Egli riteneva senza dubbio che il Bordini cercasse troppo di mettersi in mostra per la sua produzione letteraria, come nella brochure De rebus praeclare gestis Sixto V pont. max., composta in distici latini e pubblicata nel 1588 con una dedica a papa Sisto V e un insieme di quindici tavole di rame illustranti i lavori di restauro degli edifici del pontificato. Egli fu anche autore di un'opera sulla vita dei pontefici romani, le Vitae Romanorum Pontificum, che fu molto apprezzata..
Grazie ai suoi appoggi presso la Santa Sede, Bordini ottenne di accompagnare il cardinale Ippolito Aldobrandini, legato in Polonia, tra il 1 giugno 1588 e il 27 maggio 1589; quando il cardinale divenne papa con il nome di Clemente VIII il 30 gennaio 1592, Bordini fu nominato il 17 febbraio dello stesso anno vescovo di Cavaillon, nel Contado Venassino
Giovanni Francesco Bordini conservò sempre un profondo sentimento di affetto verso Filippo Neri, che traspare nella lettera indirizzatagli al suo arrivo sulla sede episcopale di Cavaillon il 22 luglio 1592 e dalla schoc che gli provocò la notizia del suo decesso. Egli inviò a Roma nel febbraio 1596 un compendium vitae e il 30 giugno dello stesso anno fece redigere a Cavaillon la sua deposizione per la canonizzazione del fondatore dell'Oratorio. Nel settembre 1597, quando un altro oratoriano, il Tarugi, fu trasferito a Siena, egli assicurò la sua successione subito come vice-legato pontificio ad Avignone e successivamente, l'11 marzo 1598, fu nominato arcivescovo di questa arcidiocesi, che egli diresse attivamente, organizzandovi dei sinodi tra i quali il più importante fu quello del 1600. Egli vi accolse lo stesso anno la regina di Francia Maria de' Medici e assistette nei suoi ultimi istanti di vita, il 15 aprile 1607, il beato César de Bus. Morì nel gennaio 1609 nella sua città episcopale e la sua salma fu inumata nella cattedrale della medesima..

## Genealogia episcopale e successione apostolica
La genealogia episcopale è:
- Cardinale Juan Pardo de Tavera
- Cardinale Antoine Perrenot de Granvelle
- Cardinale Francisco Pacheco de Villena
- Papa Leone XI
- Arcivescovo Giovanni Francesco Bordini, C.O.

La successione apostolica è:
- Vescovo Pierre de Valernod (1598)